# Aromobates haydeeae
Aromobates haydeeae es una especie de anfibio anuro de la familia Aromobatidae.

## Distribución geográfica
Esta especie es endémica de la Cordillera de Mérida en Venezuela. Habita entre los 1825 y 2670 m de altitud en los estados de Mérida y Táchira.

## Publicación original
- Rivero, 1978 "1976" : Notas sobre los anfibios de Venezuela. 2. Sobre los Colostethus de los Andes Venezolanos. Memorias de la Sociedad de Ciencias Naturales La Salle, n.º 105, p. 327-344.[5]